# Elecciones especiales de California de mayo de 2009
Las elecciones especiales de California de mayo de 2009 fueron el 19 de mayo de 2009 en toda  California. Entre las elecciones que se celebrarán son seis proporciones.

## Proposiciones

### Proposición 1A: Fondo de Estabilización Presupuestaria para Tiempos de Necesidad
Según la Secretaria de Estado Proposición 1A:

Cambia el proceso presupuestario.  Podría limitar los futuros déficits y gastos al aumentar el tamaño del fondo del estado para los tiempos de necesidad y requiere que se depositen recaudaciones superiores al promedio en ese fondo, para uso durante períodos de bajón económico y para otros propósitos.  Impacto fiscal: Mayores reaudaciones impositivas para el estado de unos $16 mil millones desde 2010-11 hasta 2012-13.  A lo largo del tiempo, mayores cantidades de dinero en la reserva del estado para los tiempos de necesidad y potencialmente menos altibajos en el gasto del estado.

| Preposición 1A            | Preposición 1A | Preposición 1A |
| Sí o no                   | Votos          | Porcentaje     |
| ------------------------- | -------------- | -------------- |
| No                        | 3,152,141      | 65.39          |
| Sí                        | 1,668,216      | 34.61          |
| Inválido o voto en blanco | 51,588         | 1.61           |
| Total                     | 4,871,945      | 100.00%        |
| Total de votantes         | 17,153,012     | 17,153,012     |

### Proposición 1B: Financiamiento de la Educación.  Plan de Pago
Según la Secretaria de Estado Proposición 1B:

Requiere pagos suplementarios a los distritos escolares y a las universidades comunitarias locales para enfrentar los recortes presupuestarios recientes.  Impacto fiscal: Posibles ahorros para el estado de varios miles de millones de dólares en 2009-10 y en 2010-11.  Posibles costos para el estado de miles de millones de dólares anuales a partir de entonces.
| Preposición 1B            | Preposición 1B | Preposición 1B |
| Sí o no                   | Votos          | Porcentaje     |
| ------------------------- | -------------- | -------------- |
| No                        |                |                |
| Sí                        |                |                |
| Inválido o voto en blanco |                |                |
| Total                     |                | 100.00%        |
| Total de votantes         |                |                |

### Proposición 1C: Ley de Modernización de la Lotería
Según la Secretaria de Estado Proposición 1C:

Permite que la lotería del estado sea modernizada para mejorar su desempeño mediante mayores pagos, mejor comercialización y administración efectiva.  Requiere que el estado siga siendo propietario de la lotería y autoriza medidas adicionales de rendición de cuentas.  Protege los niveles de financiamiento de las escuelas que proporcionan actualmente las recaudaciones de la lotería.  Las mayores recaudaciones de la lotería se emplearán para reducier el déficitpresupuestario actual y reducier la necesidad de aumentos impositivos adicionales y recortes en programas estatales.  Impacto fiscal: Permite que se tomen en préstamo $5 mil millones de las ganacias futuras de la lotería para ayudar a equilibrar el presupuesto estatal para 2009-2010.  Los pagos del servicio de la deuda correspondientes a este préstamo y los pagos más elevados para la educación probablemente dificultarían equilibrar los presupuestos estatales futuros.

| Preposición 1C            | Preposición 1C | Preposición 1C |
| Sí o no                   | Votos          | Porcentaje     |
| ------------------------- | -------------- | -------------- |
| No                        |                |                |
| Sí                        |                |                |
| Inválido o voto en blanco |                |                |
| Total                     |                | 100.00%        |
| Total de votantes         |                |                |

### Proposición 1D: Financiamiento de Servicios Para Niños
Según la Secretaria de Estado Proposición 1D:

Proporciona temporalmente mayor flexibilidad del financiamiento para preservar los servicios de salud y humanos para niños pequeños y, a la vez, ayudar a equilibrar el presupuesto estatal en una economía difícil.  Impacto fiscal: Ahorros para el Fondo General de Estado de hasta $608 millones en 2009-10 y de $268 millones anuales a partir de 2010-11 hasta fines de 2013-14.  Reducciones correspondientes en el financiamiento de programas de desarrollo de la primera infancia proporcionados por el Programa de Niños y Familias de California.
| Preposición 1D            | Preposición 1D | Preposición 1D |
| Sí o no                   | Votos          | Porcentaje     |
| ------------------------- | -------------- | -------------- |
| No                        |                |                |
| Sí                        |                |                |
| Inválido o voto en blanco |                |                |
| Total                     |                | 100.00%        |
| Total de votantes         |                |                |

### Proposición 1E: Financiamiento de Salud Mental.  Reasignación Temporal.
Según la Secretaria de Estado Proposición 1E:

Ayuda a equilibrar el presupuesto estatal al enmendar la Ley de Servicios de Salud Mental (la Propuesta 63 de 2004) para transferir fondos, por dos años, para pagar los servicios de salud mental provistos a través del Programa de Detección Temprana y Periódica, Diagnóstico y Tratamiento para niños y adultos jóvenes.  Impacto fiscal: Ahorros para el Fondo General del Estado de unos $230 millones anuales por dos años (2009-10 y 2010-11).  Reducción equivalente del financiamiento disponible para programas de la Ley de Servicios de Salud Mental.
| Preposición 1E            | Preposición 1E | Preposición 1E |
| Sí o no                   | Votos          | Porcentaje     |
| ------------------------- | -------------- | -------------- |
| No                        |                |                |
| Sí                        |                |                |
| Inválido o voto en blanco |                |                |
| Total                     |                | 100.00%        |
| Total de votantes         |                |                |

### Proposición 1F: Salarios de Funcionarios Electos.  Previenne Aumentos de Salarios en Años de Déficit Presupuestario.
Según la Secretaria de Estado Proposición 1F:
Estimula los presupuestos estatales equilibrados al prevenir que los miembros de la Legislatura y los funcionarios constitucionales del estado electos, incluyendo al gobernador, reciban aumentos salariales en años en que el presupuesto estatal esté en déficit. Requiere que el Director de Finanzas determine si un año determinado es un año deficitario. Previene que la Comisión de Remuneración Formada por Ciudadanos aumente los salarios de funcionarios electos en años en que el Fondo Especial del estado para Incertidumbres Económicas esté en terreno negativo en una cantidad equivalente al, o mayor que, el uno por ciento del Fondo General.  Impacto fiscal: Ahorros menores para el estado relacionados con los salarios de los funcionarios del estado electos en algunos casos en que se espere que el estado finalice el año con un déficit presupuestario.
| Preposición 1F            | Preposición 1F | Preposición 1F |
| Sí o no                   | Votos          | Porcentaje     |
| ------------------------- | -------------- | -------------- |
| No                        |                |                |
| Sí                        |                |                |
| Inválido o voto en blanco |                |                |
| Total                     |                | 100.00%        |
| Total de votantes         |                |                |